# الدوري الإنجليزي لكرة القدم 1935–36
الدوري الإنجليزي لكرة القدم 1935–36 (بالإنجليزية: 1935–36 Football League)‏ هو موسم من دوري كرة القدم الإنجليزي. فاز فيه نادي سندرلاند.